# La Chapelle-de-Mardore
La Chapelle-de-Mardore là một xã thuộc tỉnh Rhône trong vùng Rhône-Alpes phía đông nước Pháp. Xã này nằm ở khu vực có độ cao trung bình mét trên mực nước biển.
Communes of the Rhône department